# مارتين فازكيز
مارتين إميليو فاسكيز بروكويتاس (بالإسبانية: Martín Emilio Vázquez Broquetas) (مواليد 14 يناير 1969) حكم كرة قدم أوروغواياني . أصبح حكم دولي معتمد من الاتحاد الدولي لكرة القدم منذ 2001 .